# Ендрю Олександер
Ендрю Філіп Олександер англ. Hon. Andrew Phillip Olexander (нар. 26 лютого 1965 р.) — колишній австралійський політик. Він був незалежним членом Вікторіанської законодавчої ради, яка представляла провінцію Сільван з листопада 2005 по листопад 2006 року, після виключення з парламентської Ліберальної партії, яку він представляв з 1999 року.

## Особисте життя
Олександр народився в регіональному місті Джилонг і навчався в середній школі у Вермонті. Він вивчав економіку в Університеті Мельбурна, перш ніж продовжити кар'єру в дослідженні ринку.
Він активно брав участь у Молодіжному ліберальному русі, виконуючи обов'язки президента штату з 1989 по 1990 рік. Він також працював у федеральному політичному комітеті, а також у Федеральній раді більшої частини партії в той же період.
Наприкінці 1980-х років Олександр, який мав угорське та українське походження, допоміг створити Австралійський фонд допомоги дітям Чорнобиля, який надавав фінансову та медичну допомогу постраждалим від Чорнобильської катастрофи в Україні. У 1990 році він став почесним інавгураційним секретарем цього фонду.
Олександр відкритий гей.

## Кар'єра

### Політична кар'єра
У 1999 році Олександр виграв попередній відбір на безпечне місце в Ліберальній законодавчій раді провінції Сільван і згодом був обраний. Після поразки Ліберальної партії на виборах 2002 року Олександр отримав посаду в тіньовому міністерстві, перейнявши у грудні 2002 року портфелі у справах молоді, мистецтва та споживачів. З 2002 по 2004 рік він також працював у Комітеті з перевірки законів і положень.
Як повідомлялося, у червні 2006 року Олександр підготував проєкт закону про приватних членів, який дозволяв би громадянські спілки геїв у Вікторії. Законопроєкт не був поданий до парламенту.
Олександр погрожував балотуватися проти членів Лібералів у Східному столичному регіоні на виборах 2006 року, але зрештою не висунув.

### Суперечки
Вранці 11 липня 2004 року Олександр був напідпитку і їхав додому, коли заснув за кермом і врізався своїм автомобілем, оплаченим платниками податків, у чотири припарковані автомобілі в Порт-Мельбурні. Його оштрафували на 500 доларів і позбавили прав на 12 місяців.
Олександра також перевіряли за місцем проживання. Він стверджував, що його адреса в Рінгвуді-Іст є його основним місцем проживання, водночас вимагаючи парламентських витрат на проживання у своїй квартирі в Доклендс. Голова Законодавчої ради порушив запит щодо отримання цих пільг від низки членів, у тому числі Олександра.
Він привернув деяку увагу наприкінці 2004 року, виступаючи за збільшення фінансування груп підтримки азартних ігор і критикуючи уряд, який відмовився від своєї передвиборчої обіцянки продовжити залізничну лінію Еппінг до Південного Моранга. Зрештою він був змушений повернути компенсацію за проїзд, на яку не мав права.
7 січня 2009 року Олександр постав перед магістратським судом Мельбурна за звинуваченням у тому, що він тричі проїхав автострадою CityLink без пропуску. Магістрат Шерон К'юр зобов'язав Олександра сплатити штраф у розмірі 100 доларів США за кожним із трьох пунктів звинувачення у використанні незареєстрованого автомобіля на платній дорозі плюс 40 доларів США на судові витрати.

### Виключення з Ліберальної партії
Після автокатастрофи у 2004 році Ліберальна партія розглядала можливість виключення Олександра, однак наприкінці липня виконавча влада вирішила не виключати його. З усім тим, він мав регулярно звітувати перед державним директором, єдиним членом парламентської партії лібералів, який мав це робити [6].
Наприкінці 2005 року знову постало питання про виключення Олександра. Після невдалої заявки на попередній відбір він публічно випустив серію нападок на партію та її лідера Роберта Дойла. Олександр стверджував, що партія не заслужила права на переобрання, звинувачував партію в захопленні гомофобними екстремістами. Також було стверджено, що він не з'явився на засідання парламенту та партійних залів. Олександр стверджував, що керівництво партії змушувало його замовкнути, і що Дойл хотів виключити його з партії, оскільки він підтримав би опонента у втечі лідерства, але партія заявила, що пропозиція виключити Олександра була тому, що він привів партію до поганої репутації.
29 листопада Олександра виключили з Ліберальної партії, хоча дехто, зокрема Тед Бейльє, потенційний суперник Дойла, проголосував проти виключення. The Age прокоментував виключення, що «пан Олександр мав знати, що все закінчиться так… [він] мав прийняти вердикт своєї партії з благодаттю, визнаючи його неминучим і справедливим. Натомість він накинувся, звинувативши лібералів. фанатизму та гомофобії».
Залишок свого терміну в Законодавчій Раді Олександр досидів на перехресних лавах. Після завершення парламентської кар'єри Олександр почав працювати з лідером Зелених Адамом Бандтом.